# لیگ دسته دوم فوتبال ایران ۵۴-۵۳
لیگ دسته دوم فوتبال ایران ۵۴-۱۳۵۳ سومین دوره لیگ دسته دوم فوتبال ایران می‌باشد. در پایان مسابقات تیم‌ تراکتور تبریز به جام تخت جمشید ۱۳۵۴ صعود کرد.